# Swyre
Swyre – wieś w Anglii, w hrabstwie Dorset. Leży 17 km na zachód od miasta Dorchester i 200 km na południowy zachód od Londynu.